# Tomasz Bińkowski
Tomasz Bińkowski (ur. 7 lipca 1969 w Łodzi) – polski waltornista.

## Życiorys
Naukę rozpoczął w klasie skrzypiec w Podstawowej Szkole Muzycznej w Łodzi. W wieku 13 lat stawiał pierwsze kroki w nauce gry na waltorni pod okiem profesor Czesławy Szczukowskiej. Podczas nauki w liceum debiutował jako muzyk doangażowany orkiestry Filharmonii Łódzkiej im. A. Rubinsteina i Łódzkiej Orkiestry Radiowej. Po ukończeniu Liceum Muzycznego im. H. Wieniawskiego w Łodzi kontynuował naukę w Akademii Muzycznej im. F. Chopina w Warszawie w klasie profesora Jana Jeżewskiego. W okresie studiów współpracował z wieloma orkiestrami i zespołami kameralnymi m.in. Zespołem Kameralistów Polskich „Camerata Vistula”, Warszawską Operą Kameralną, Polską Orkiestrą Radiową, Menuhin Festival Orchestra pod Dyrekcją Lorda Yehudi Menuhina, a także Penderecki Festival Orchestra pod Dyrekcją profesora Krzysztofa Pendereckiego.
W latach 1992-1998 był związany etatem trzeciego waltornisty z orkiestrą „Sinfonia Varsovia”. Z wymienionymi orkiestrami dokonał wielu nagrań płytowych z muzyka symfoniczną, filmową i kameralną. Od roku 1998 przez okres dwóch sezonów koncertowych był pierwszym waltornistą międzynarodowej orkiestry „Philharmonie der Nationen” pod Dyrekcją Justusa Frantza. Po zakończeniu kontraktu rozpoczął pracę na stanowisku pierwszego waltornisty-solisty w Teatrze Wielkim-Operze Narodowej w Warszawie, z którym związany jest do dziś. Współpracuje na stałe z wieloma polskimi orkiestrami symfonicznymi i kameralnymi są to: Filharmonia Narodowa, Krakowska Orkiestra „Sinfonietta Cracovia”, Filharmonia Pomorska im. Ignacego Jana Paderewskiego w Bydgoszczy, Filharmonia im. Tadeusza Szeligowskiego w Poznaniu, Filharmonia Podkarpacka im. Artura Malawskiego w Rzeszowie, Filharmonia Podlaska w Białymstoku, Filharmonia im. H. Wieniawskiego w Lublinie, Wrocławska Orkiestra Kameralna „Leopoldinum”, Orkiestra Akademii Beethovenowskiej w Krakowie, Poznańska Orkiestra Kameralna „Feel Harmony”. Pozostając związany z Teatrem Wielkim, a także współpracując wielokrotnie z wymienionymi orkiestrami symfonicznymi nie pozostawił swojego ulubionego gatunku muzycznego jakim jest muzyka kameralna. Jest założycielem kwintetu instrumentów dętych blaszanych „Chamber Brass” z którym oprócz wielu koncertów nagrał pierwszą w Polsce płytę kwintetu blaszanego pod nazwą „Blacha” w technologii zapisu audiofilskiego „ Hi-End”. Pod kierownictwem artystycznym Tytusa Wojnowicza tworzył zespół wykonujący na współczesnych instrumentach muzykę barokową i wczesnoklasyczną „Ensemble de Narol”, która od 2004 roku przekształciła się w większy skład kameralny i istnieje do dziś pod nazwą „Essentia Musica”. Wspólnie z grupą zaprzyjaźnionych muzyków jest jednym z założycieli formacji „Gruppo di Tempera”.